# Zarzecze (powiat zawierciański)
Zarzecze – wieś w Polsce położona w województwie śląskim, w powiecie zawierciańskim, w gminie Pilica.
W latach 1975–1998 miejscowość należała administracyjnie do województwa katowickiego.